# Paula Kania
Paula Kania (Sosnowiec, 6 november 1992) is een professioneel tennisspeelster uit Polen. Zij begon met tennis toen zij zeven jaar oud was. Haar favoriete ondergrond is hardcourt. Zij speelt rechtshandig en heeft een tweehandige backhand.

## Loopbaan

### Enkelspel
In 2007 nam zij voor het eerst deel aan ITF-toernooien, in haar geboorteland Polen. In 2010 stond zij voor het eerst in een finale; zij won de titel, op het gravel van de Poolse plaats Gliwice. In 2011 won zij nog een tweede graveltoernooi, in de Duitse plaats Horb. Tot op heden(februari 2021) won zij vijf ITF-titels, de meest recente in 2014 in Landisville (VS).
In 2012 kwalificeerde Kania zich voor het eerst voor een WTA-hoofdtoernooi, op het toernooi van Taipei. Zij kwam er tot in de tweede ronde. Haar beste resultaat op de WTA-toernooien is het bereiken van de halve finale, op het toernooi van Ningbo in 2014, waarin zij verloor van landgenote Magda Linette.

### Dubbelspel
In 2007 nam Kania voor het eerst deel aan ITF-toernooien, in haar geboorteland Polen. In 2010 stond zij voor het eerst in een finale; zij won de titel, op het gravel van de Slowaakse plaats Piešťany, samen met Veronika Domagała. Tot op heden(februari 2021) won Kania dertien ITF-titels, waarvan de eerste drie op gravel en de volgende drie (in 2012) op hardcourt – de volgende zeven titels werden weer allemaal op gravel gescoord. Haar vruchtbare samenwerking met Wit-Russin Palina Pechava, die leidde tot winst van het ITF-toernooi van Moskou (april 2012), werd enkele maanden later voortgezet in Kania's eerste deelname aan een WTA-toernooi, te weten het toernooi van Tasjkent waaraan Pechava al in 2011 had deelgenomen. Hier veroverden zij hun eerste WTA-titel. Sindsdien stond Kania nog vijf keer in een WTA-finale (in 2015 en 2016 met de Argentijnse María Irigoyen), zonder te kunnen zegevieren. In 2015 kwam zij op Roland Garros in de derde ronde, met de Slowaakse Janette Husárová aan haar zijde.

## Posities op deWTA-ranglijst
Positie per einde seizoen:
| jaar | rang enkelspel | rang dubbelspel |
| ---- | -------------- | --------------- |
| 2008 | 939            | 749             |
| 2009 | 642            | 637             |
| 2010 | 430            | 452             |
| 2011 | 493            | 389             |
| 2012 | 207            | 121             |
| 2013 | 171            | 149             |
| 2014 | 163            | 68              |
| 2015 | 149            | 73              |
| 2016 | 248            | 69              |
| 2017 | 506            | 136             |
| 2018 | –              | 450             |
| 2019 | 725            | 181             |
| 2020 | 684            | 126             |

## Palmares
| Legenda                 |
| ----------------------- |
| Grandslamtoernooi       |
| Olympische Spelen       |
| Year-End Championships  |
| Premier Mandatory       |
| Premier Five / WTA 1000 |
| Premier / WTA 500       |
| International / WTA 250 |
| Challenger / WTA 125    |

### WTA-finaleplaatsen enkelspel
geen

### WTA-finaleplaatsen dubbelspel
| nr.              | datum      | toernooi          | ondergrond | partner             | tegenstandsters                       | score             |         |
| ---------------- | ---------- | ----------------- | ---------- | ------------------- | ------------------------------------- | ----------------- | ------- |
| gewonnen finales |            |                   |            |                     |                                       |                   |         |
| 1.               | 2012-09-15 | WTA Tasjkent      | hardcourt  | Palina Pechava      | Anna Tsjakvetadze Vesna Dolonts       | 6-2, opg.         | details |
| verloren finales |            |                   |            |                     |                                       |                   |         |
| 1.               | 2014-07-20 | WTA Istanbul      | hardcourt  | Oksana Kalasjnikova | Misaki Doi Elina Svitolina            | 4-6, 0-6          | details |
| 2.               | 2014-08-03 | WTA Stanford      | hardcourt  | Kateřina Siniaková  | Garbiñe Muguruza Carla Suárez Navarro | 2-6, 6-4, [5-10]  | details |
| 3.               | 2015-08-01 | WTA Florianópolis | gravel     | María Irigoyen      | Annika Beck Laura Siegemund           | 3-6, 6-7          | details |
| 4.               | 2015-09-20 | WTA Québec        | tapijt (i) | María Irigoyen      | Barbora Krejčíková An-Sophie Mestach  | 6-4, 3-6, [10-12] | details |
| 5.               | 2016-04-30 | WTA Praag         | gravel     | María Irigoyen      | Margarita Gasparjan Andrea Hlaváčková | 4-6, 2-6          | details |

## Resultaten grandslamtoernooien
| Legenda | Legenda                          |
| ------- | -------------------------------- |
| g.t.    | geen toernooi gehouden           |
| l.c.    | lagere categorie                 |
| –       | niet deelgenomen                 |
| G       | uitgeschakeld in de groepsfase   |
| 1R      | uitgeschakeld in de eerste ronde |
| 2R      | uitgeschakeld in de tweede ronde |
| 3R      | uitgeschakeld in de derde ronde  |
| 4R      | uitgeschakeld in de vierde ronde |
| KF      | uitgeschakeld in de kwartfinale  |
| HF      | uitgeschakeld in de halve finale |
| F       | de finale verloren               |
| W       | het toernooi gewonnen            |
| w-v     | winst/verlies-balans             |

### Enkelspel
| toernooi        | 2014 | 2015 | 2016 |
| --------------- | ---- | ---- | ---- |
| Australian Open | –    | –    | –    |
| Roland Garros   | –    | 2R   | –    |
| Wimbledon       | 1R   | –    | 1R   |
| US Open         | 1R   | –    | –    |

### Vrouwendubbelspel
| toernooi        | 2014 | 2015 | 2016 | 2017 |
| --------------- | ---- | ---- | ---- | ---- |
| Australian Open | –    | –    | 1R   | –    |
| Roland Garros   | –    | 3R   | 2R   | –    |
| Wimbledon       | –    | 1R   | 1R   | 1R   |
| US Open         | 2R   | –    | 2R   | –    |